# رستگاران (مجموعه تلویزیونی)
رستگاران (با نام قبلی: آشفتگی) یک مجموعه تلویزیونی محصول تابستان‌ سال ۱۳۸۸ به کارگردانی سیروس مقدم، نویسندگی سعید نعمت‌الله  می‌باشد که از شبکه سه پخش شد. این مجموعه در ۵۲ قسمت تهیه شد.
در این مجموعه زندگی دختری بنام خجسته را روایت می‌شود که در پی ناپدید شدن شوهرش احمدرضا روانه خانه اش در تهران شده تا خبری از او به دست آورد.

## بازیگران
- آتیلا پسیانی در نقش پرویز شایسته
- پوریا پورسرخ در نقش کاوه
- روناک یونسی در نقش خجسته
- صبا کمالی
- عباس امیری مقدم
- کاوه خداشناس در نقش بابک
- لیندا کیانی در نقش رویا
- عاطفه نوری
- اسماعیل سلطانیان در نقش هاشم
- شهربانو موسوی
- محمد عمرانی
- آرش مجیدی
- حشمت آرمیده
- ملیحه نیکجومند
- شهرام عبدلی
- عباس غزالی
- زهره صفوی
- نفیسه روشن
- آناهیتا افشار